# Bifurcia
Bifurcia é um gênero de aranhas da família Linyphiidae descrito em 2006.